# Sint-Ursmaruskerk (Zegelsem)

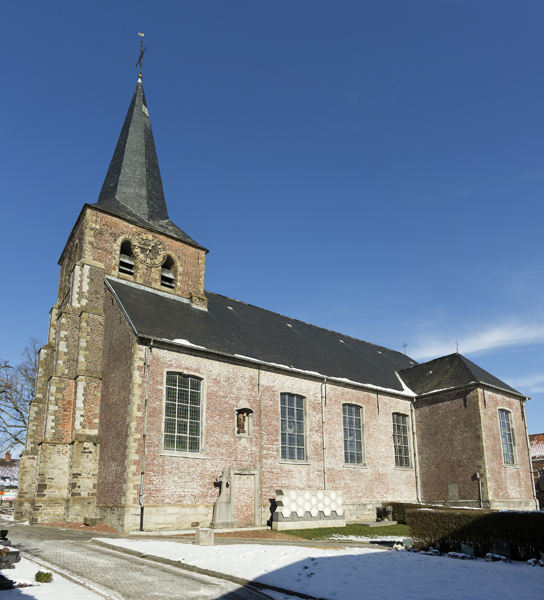
Sint-Ursmaruskerk

De Sint-Ursmaruskerk is de parochiekerk van de tot de Oost-Vlaamse gemeente Brakel behorende plaats Zegelsem, gelegen aan de Sint-Ursmarsstraat. Vanaf eind 2025 wordt in de ontwijde kerk het Triveriusmuseum ondergebracht.

## Geschiedenis
De vroegste geschiedenis van de kerk is onbekend. Waarschijnlijk is er een romaans/vroeggotisch eenbeukig kerkje geweest. Het oudste deel van de huidige kerk is een gotische westtoren van omstreeks 1525. Einde 18e eeuw raakte de kerk in verval en in 1780-1783 werd een nieuwe kerk gebouwd in classicistische stijl, met behoud van de westtoren.

## Gebouw
Het betreft een driebeukige kruiskerk met ingebouwde westtoren en driezijdig afgesloten koor. De westtoren heeft vier geledingen waarbij de onderste geleding is opgetrokken in onder meer Doornikse steen en ijzerzandsteen, vermoedelijk afkomstig van een oudere kerk. De bovenste geledingen zijn gebouwd in baksteen en zandsteen. De kerk is gebouwd in baksteen en heeft hoge steekboogvensters. In de noord- en zuidgevel bevindt zich elk een nis met daarin een gepolychromeerd beeldje van respectievelijk Sint-Antonius en Sint-Ursmarus.

## Interieur
Het altaarstuk, Hemelvaart van Maria, wordt toegeschreven aan Gaspar de Crayer. Een ander schilderij, Boodschap van de engel aan Maria, is eveneens 17e-eeuws. Uit 1726 zijn een vijftal geschilderde taferelen uit het leven van Jezus, afkomstig uit de Sint-Adriaansabdij te Geraardsbergen.
Het hoofdaltaar in barokstijl is 17e-eeuws. Het koorgestoelte en de lambrisering zijn van 1783. Het orgel van 1785 werd vervaardigd door Lambert-Benoît Van Peteghem en is later gewijzigd.